# Briza brizoides
Briza brizoides är en gräsart som först beskrevs av Jean-Baptiste de Lamarck, och fick sitt nu gällande namn av Carl Ernst Otto Kuntze. Briza brizoides ingår i släktet darrgrässläktet, och familjen gräs. Inga underarter finns listade i Catalogue of Life.